# Robert Rich

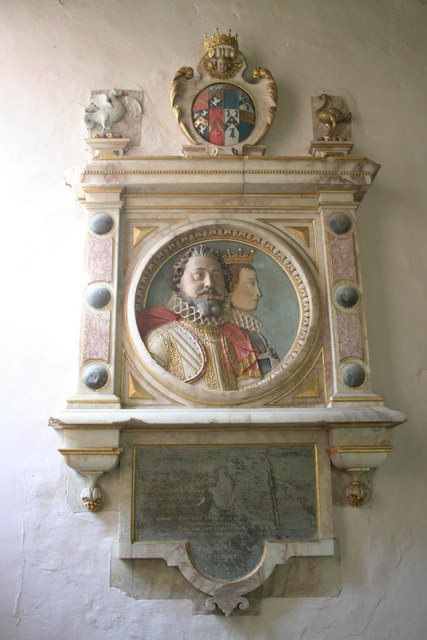
Monumento mural a Robert Rich, primer conde de Warwick y su segunda esposa, Frances Wray. Iglesia de San Lorenzo, Snarford, Lincolnshire

Robert Rich, III barón de Rich, I conde de Warwick (diciembre de 1559 - 24 de marzo de 1619), fue un noble inglés, con el título de barón Rich desde 1581 y en 1618, nombrado conde de Warwick. Fue el primer esposo de Penelope Devereux, de quien se divorció en 1605 por adulterio.

## Orígenes
Rich era el hijo y heredero de Robert Rich, II barón de Rich (c. 1538-1581) y su esposa Elizabeth Baldry, hija de George Baldry. Era nieto de Richard Rich, I barón de Rich, el progenitor de la poderosa familia Rich.

Escudo de Armas de Rich

## Carrera
Rich sucedió a su padre en el baronato en 1581. En 1618, fue creado conde de Warwick.

## Matrimonios y descendencia

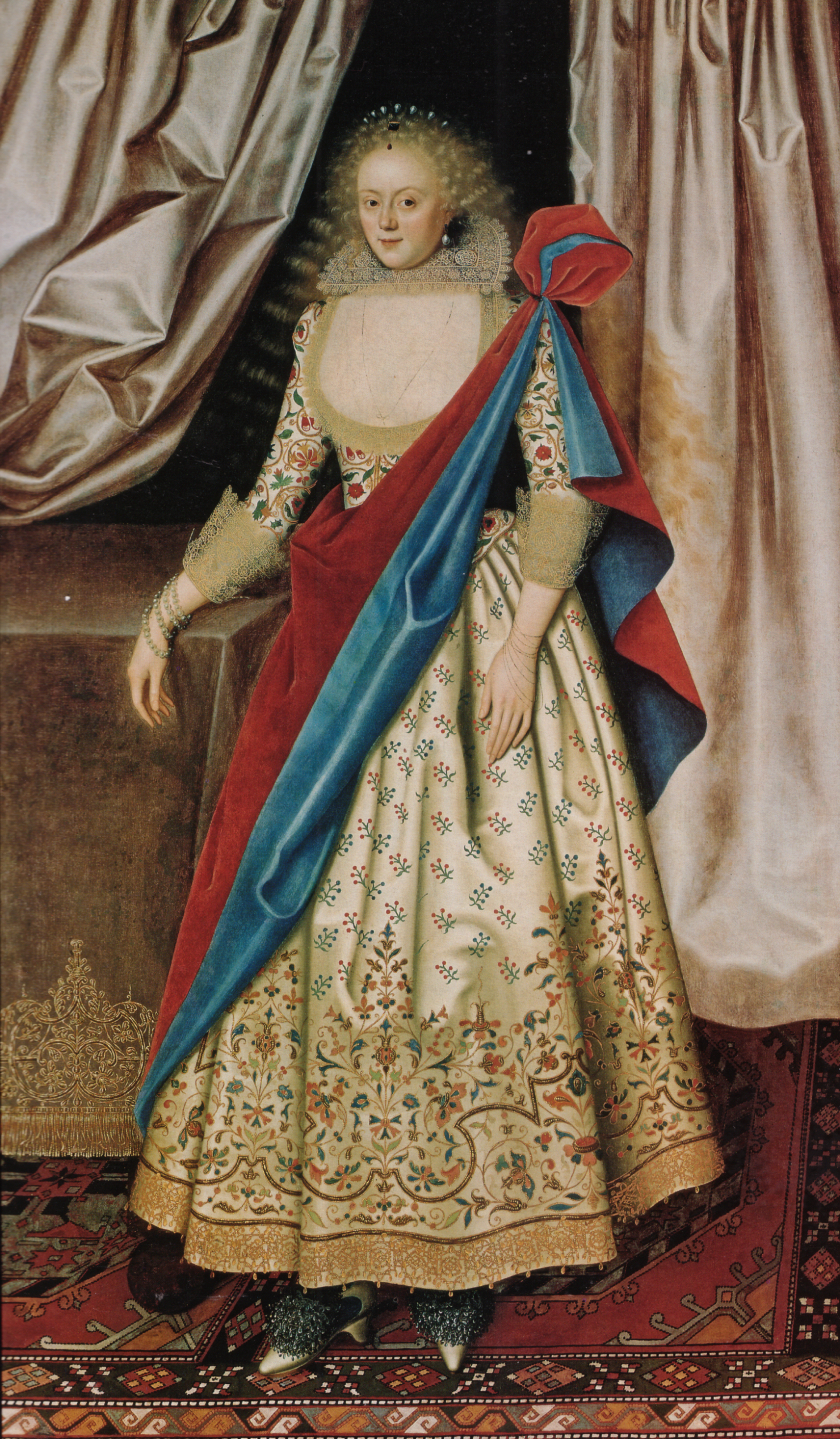
Lady Isabella Rich, pintada por William Larkin en 1614

Se casó dos veces: Su primer matrimonio fue el 10 de enero de 1581 con Penelope Devereux (enero de 1563 - 7 de julio de 1607), hija de Walter Devereux, I conde de Essex. En 1605, Lord Rich obtuvo el divorcio de su esposa, quien admitió adulterio con Charles Blount, VII barón de Mountjoy. Con Penelope, Rich tuvo siete hijos:
- Robert Rich, II conde de Warwick (1587-1658), hijo mayor y heredero.
- Henry Rich, I conde de Holland (1590-1649), segundo hijo.
- Sir Charles Rich (f. 1627), murió soltero y sin descendencia.
- Lettice Rich (f. 1619), nombrada así por su abuela materna Lettice Knollys. Se casó primero (como segunda esposa) con George Carey (c.1541-1616) de Cockington en la parroquia de Tor Mohun en Devon, lord diputado de Irlanda, sin descendencia; segundo con Arthur Lake, MP.[5]
- Penelope Rich, se casó con Gervase Clifton, I Baronet.
- Essex Rich, se casó con Thomas Cheek y tuvo tres hijos y cinco hijas.
- Isabella Rich, se casó con John Smythe, hijo de Thomas Smythe, primer gobernador de la Compañía de las Indias Orientales.

Su segundo matrimonio, en 1616, fue con Frances Wray (1568-1634), viuda de George St Paul, y segunda hija de Christopher Wray, lord Chief Justice de la Reina Isabel I. Wray fue descrita como "una persona de brillante conversación y generosidad destacada"; sobrevivió a su segundo esposo y en su segundo viudez fue una de las mujeres más ricas de Lincolnshire. Ninguno de sus matrimonios produjo hijos. Murió en Snarford en 1634 a la edad de 66 años.

## Muerte y sucesión
Murió en marzo de 1619, a la edad de 59 años, y fue sucedido en el condado por su hijo mayor Robert Rich, II conde de Warwick (1587-1658).